# João Pedro Rodrigues

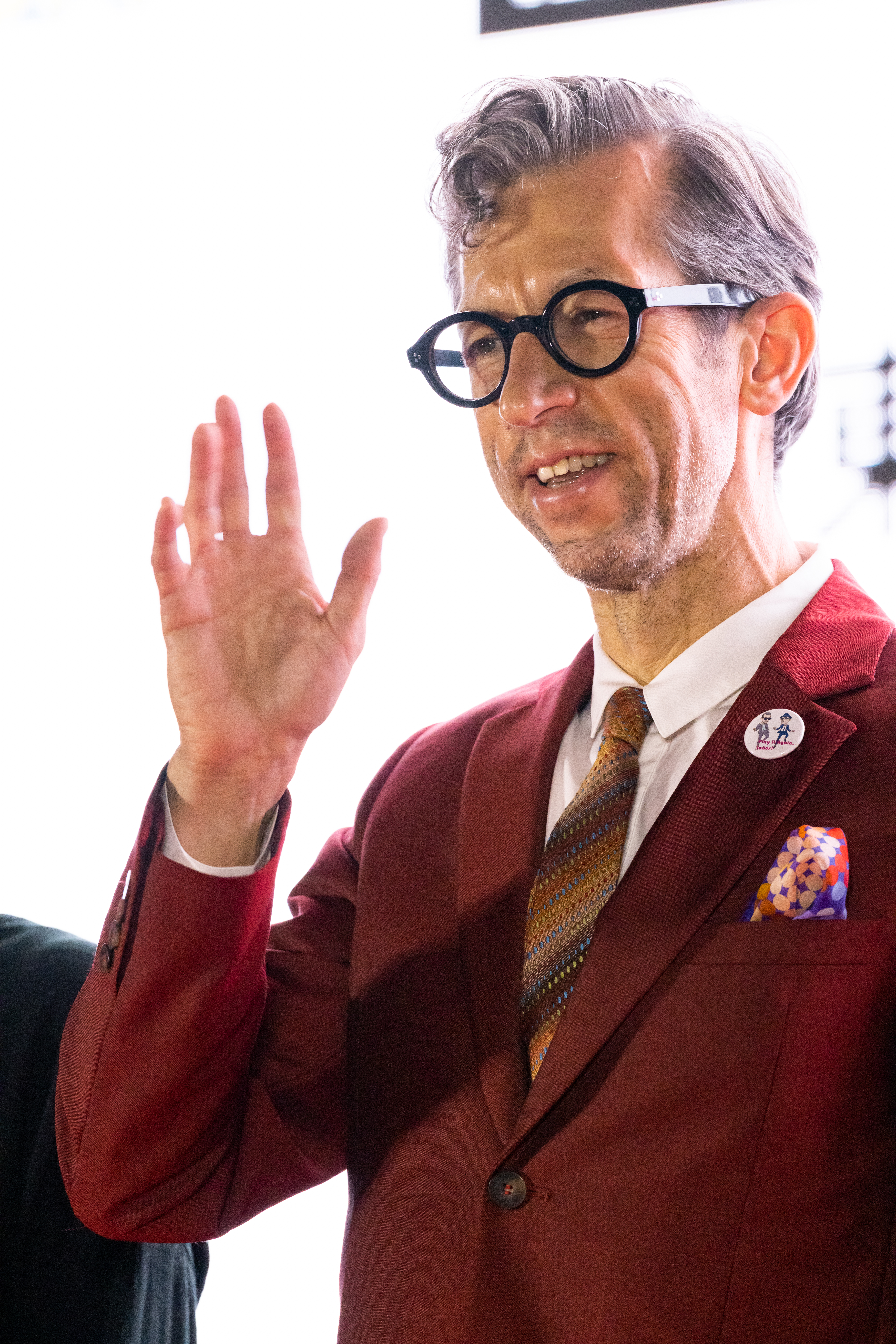
João Pedro Rodrigues (2022)

João Pedro Rodrigues (* 1966 in Lissabon) ist ein portugiesischer Filmregisseur.

## Werdegang
Nach einem abgebrochenen Studium der Ornithologie begann er 1985 ein Studium an der Lissaboner Filmhochschule, das er 1989 abschloss. Nach Assistenzen bei anderen Regisseuren wie Alberto Seixas Santos und Teresa Villaverde drehte er 1988 seinen ersten Kurzfilm, O Pastor („Der Schäfer“). Sein folgender Kurzfilm Parabéns („Herzlichen Glückwunsch“) erhielt eine besondere Erwähnung auf dem 54. Filmfestival Venedig. 1998 drehte er Viagem à Expo zur Expo 98, der Weltausstellung in Lissabon.
2000 lief sein erster langer Spielfilm, O Fantasma, in Venedig und fiel der internationalen Kritik auf. In der Folge erhielt O Fantasma weitere Auszeichnungen, darunter zwei Hauptpreise als bester Film (in Belfort und New York). Nach seinem zweiten Langfilm Two Drifters (orig.: Odete) 2005, drehte er To Die Like a Man (orig.: Morrer Como um Homem), der 2009 beim Filmfestival Cannes in der Sparte Un Certain Regard Premiere hatte und eine Reihe Preise gewann. Der Autor Carlos Castro beschuldigte Rodrigues, für den Film seinen Roman Ruth Bryden als Vorlage verwendet zu haben. 2012 erschien sein Film A Última Vez Que Vi Macau („Als ich Macau das letzte Mal sah“).
Für seinen Film O Ornitólogo erhielt er 2016 den Leoparden für die beste Regie auf dem Internationalen Filmfestival von Locarno.

## Rezeption
Rodrigues’ Filme sind meist im Homosexuellen-Milieu angesiedelt, was im portugiesischen Film bis dato eher selten vorkam, und von keinem portugiesischen Regisseur bisher so konsequent thematisiert wurde. Während seine atmosphärischen Bilder meist kontrolliert und beobachtend bleiben, sind Rodrigues’ Figuren unkontrolliert, unbändig oder verloren. Seine Filme haben mitunter wegen mancher Szenen und Themen in der portugiesischen Öffentlichkeit für Kontroversen gesorgt. Von der Kritik sind seine Filme mit großem Interesse aufgenommen worden. So haben die Cinemathek der BAM – Brooklyn Academy of Music und das HFA – Harvard Film Archive Rodrigues-Retrospektiven gezeigt, aber auch in anderen Ländern haben sich Cineasten mit ihm beschäftigt, auch in Deutschland. Er gehört zusammen mit Namen wie Miguel Gomes oder Edgar Pêra zu einer neuen Generation portugiesischer Filmschaffender, die eigene Erzählsprachen entwickeln, abseits des Mainstreams und der Modethemen. So steht Rodrigues mit seinen zeitgenössischen Themen und seiner Film-Ästhetik in der Tradition der portugiesischen Autorenfilmer seit dem Novo Cinema und gilt gleichzeitig als einer der Hoffnungsträger für den jungen europäischen Film, insbesondere des schwul-lesbischen Kinos.

## Filmografie
- 1998: O Pastor
- 1997: Parabéns!
- 1998: Viagem à Expo
- 2000: O Fantasma
- 2005: Odete
- 2007: China China
- 2009: To Die Like a Man (Morrer Como Um Homem)
- 2011: Manhã de Santo António
- 2011: Alvorada Vermelha
- 2012: A Última Vez Que Vi Macau
- 2015: IEC Long
- 2016: Der Ornithologe (O Ornitólogo)
- 2017: Où en êtes-vous, João Pedro Rodrigues? (Kurzfilm, Doku)
- 2019: 30/30 Vision: 3 Decades of Strand Releasing (Beitrag)
- 2021: Um Quarto na Cidade (Kurzfilm, Doku)
- 2022: Will-o’-the-Wisp (Fogo-Fátuo)